# Журавка (Селищенська сільська громада)
Жура́вка — село у Селищенській сільській громаді Звенигородського району Черкаської області. Розташоване за 35 км від залізничної станції Городище. Населення — 655 чоловік (на 2010 рік).

## Історія
За архівними даними та легендами, село засноване у 6—7 століттях до н. е.[джерело?], залишки археологічних пам'яток (раннє слов'янське поселення та могильник черняхівської культури) свідчать про давнє заселення території села (докладніше див. Журавка (археологічна пам'ятка)).
Територією села протікала повноводна річка, яка спочатку носила назву Жур, що в перекладі звучить як «брудна вода», полянське слово «жул» — мул і готське слово «ака» — річка злились в єдину назву «Журака» — річка брудної води, а поселення, яке розмістилося на двох берегах, стало називатись Журавка[джерело?]. Існують й інші легенди про походження назви села:
- згідно з першою — у давнину навколишні урочища села Видумка, Байрак, Підмети, Висока Гребля були багаті водоймищами і болотами. На них росли густі очерети та верболози, а у водоймищах водилося багато риби. Навесні в ці місця прилітали великі зграї журавлів. Журавлі вили гнізда на значному підвищенні, саме там, де і знаходиться село. Одного року в житті журавлиної зграї сталася трагічна подія. Восени несподівано випав сніг, мороз скував водоймища. Одна журавлиха, маючи ще малих пташенят, не полетіла у вирій. Це помітили люди, забрали журавлят, обігріли, нагодували й доглядали їх;
- за другою — назву села пов'язують з чумаками та словом «журитися». Село було засноване на пагорбі, і коли чумаки проїжджали цим шляхом, то часто журилися, дивлячись на схил — чи воли витягнуть на таку крутизну вози, навантажені мішками з сіллю.
- в основі третьої легенди антропонім — прізвище Журавель, яке мав козак першопоселенець. За переказами, він залишив по собі добру згадку — криницю з джерельною водою[4].

Найдавніші писемні згадки про село датуються першою половиною XVIII століття. Тоді село належало до маєтків князів Яблоновських.
В середині 19 століття в селі мешкало 1 216 осіб. Діяла дерев'яна церква в ім'я мучениці Параскеви, 5-го класу. Церква була побудована в 1726 році і мала 36 десятин землі.
У 1920 році в селі виникли три артілі.
427 жителів села воювали на боці СРСР у роки німецько-радянської війни, з них 158 загинули. 147 нагороджено бойовими орденами і медалями цієї держави. На їх честь у селі споруджено обеліск Слави.
В післявоєнні роки в селі працював колгосп імені Горького, що використовував 2276 га земельних угідь, що до 1929 року  належали селянам, у тому числі 1646 га орної землі. Господарство спеціалізувалось на вирощуванні зернових і технічних культур. Було розвинуте м'ясо-молочне тваринництво.
Станом на 1972 рік в селі проживало 1 204 людини. Працювали 8-річна школа, у якій навчалось 219 учнів, будинок культури із залом на 400 місць, бібліотека з книжковим фондом 10,6 тисяч примірників, пологовий будинок, 2 фельдшерсько-акушерські пункти, майстерня побутового обслуговування.
Село постраждало внаслідок геноциду українського народу, проведеного окупаційним урядом СРСР 1932—1933 та 1946–1947 роках.

## Сучасність
У селі зареєстровано 4 приватних підприємці та 3 фермерських господарства, які спеціалізуються з вирощування зернових культур.

## Відомі люди
У селі народились:
- Антоновський Іван Іванович (1893—1958) — український диригент і бандурист;
- Жежерун Ілько Дмитрович (1879—1917) — один із випробувачів перших російських підводних човнів;
- Кротевич Євген Максимович (1884—1968) — український письменник.
- Кротевич Костянтин Максимович (1872—після 1931) — український релігійний діяч, архієпископ Вінницький УАПЦ, юрист.
- похований Бурачук Василь Васильович (1994—2017) — сержант Збройних сил України, учасник російсько-української війни.